# Albert Jesionek
Albert Jesionek (* 9. Januar 1870 in Lindau im Bodensee; † 8. Dezember 1935 in Gießen) war ein deutscher Dermatologe und Hochschullehrer.

## Leben
Albert Jesionek war der Sohn des Sprachlehrers Hieronim Jesionek (auch Hieronymus Jesionek; * 1829) und dessen Ehefrau Elisabeth geb. Jundt (* 1828). Er studierte Medizin an den Universitäten Kiel, Tübingen und München. Seit dem Studium war er Mitglied der Studentenverbindung Akademischer Gesangverein München im Sondershäuser Verband. 1894 wurde er in München mit der Arbeit Casuistischer Beitrag zur Lehre vom Fungus durae matris zum Dr. med. promoviert. Anschließend arbeitete er als Assistenzarzt am Städtischen Krankenhaus und ab 1900 als stellvertretender Oberarzt an der Hautklinik München unter Karl Posselt. 1901 habilitierte er sich an der Universität München mit der Arbeit Zur Pathologie der secundär-luetischen Erkrankung der Lymphdrüsen und wurde 1906 wurde zum außerordentlichen Professor berufen. Im selben Jahr wurde er Direktor der Hautklinik der Universität Gießen, an der er 1918 eine Berufung zum ordentlichen Professor erhielt. 1935 wurde er emeritiert.

## Schaffen
Albert Jesionek beschäftigte sich in München mit Arbeiten von Joseph Doutrelepont und von Niels Ryberg Finsen zur Lichttherapie bei Hauttuberkulose (Lupus vulgaris) und betrieb mit Hermann von Tappeiner und Albert Jodlbauer lichtbiologische Studien. 1904 stellte er die erste Bestrahlungslampe für Hautkrankheiten vor und belegte mit seinen weiteren Untersuchungen in Gießen die Bedeutung der Lichttherapie bei Hauttuberkulose. In seinen ersten Monographien Lichtbiologie (1910) und Lichtbiologie und Lichtpathologie (1912) fasste er diese Ergebnisse zusammen. 1913 wurde in Gießen die erste deutsche Lupus-Heilstätte (das sogenannte „Dietzhaus“) eröffnet, deren Leitung Albert Jesionek bis zu seinem Tod innehatte. Er wertete die Erfahrungen von Oskar Bernhard und Auguste Rollier mit der Heliotherapie aus und entwickelte 1915 die „Hallenbestrahlungslampe“, die nach ihm „Jesionek-Lampe“ benannt wurde.
Im Ersten Weltkrieg war Albert Jesionek fachärztlicher Beirat im 18. Armeekorps und behandelte Verletzungen und Wundstarrkrampf.
Ab 1920 beschäftigte er sich mit Fragen der Immunität und mit der Pathogenese der Hauttuberkulose, der Heilwirkung von Tuberkulinen und der Diätbehandlung der Hauttuberkulose. Seine Forschungsergebnisse veröffentlichte er – nach einer schweren Krankheit – im Jahr 1929 in seinem Buch Tuberkulose und Haut, das er als sein Lebenswerk bezeichnet hat.
Schüler von Albert Jesionek waren Sigwald Bommer (1893–1963), Walther Schultze (1893–1970), Stephen Rothman (1894–1963) und Wilhelm Engelhardt (1895–1977).

## Auszeichnungen und Ehrungen
Albert Jesionek war Ehrenmitglied der Wiener Dermatologischen Gesellschaft, der Dänischen Dermatologischen Gesellschaft und der Ungarischen Dermatologischen Gesellschaft. 1933 wurde ihm die Bollinger-Plakette verliehen und er wurde Ehrenmitglied der Münchener Medizinischen Gesellschaft.
Die Lupus-Heilstätte in Gießen erhielt nach dem Tod von Albert Jesionek den Namen „Albert-Jesionek-Krankenhaus“. 1973 wurde es mit der „Heilstätte Seltersberg“ zur „Klinik Seltersberg“ zusammengelegt.

## Schriften
- Casuistischer Beitrag zur Lehre vom Fungus durae matris. Dissertation. Universität München 1894. Lehmann, München 1894.[7]
- Zur Pathologie der secundär-luetischen Erkrankung der Lymphdrüsen. Habilitationsschrift. Universität München 1901. Mühlthaler, München 1901.[8]
- Lichtbiologie. Die experimentellen Grundlagen der modernen Lichtbehandlung. Vieweg, Braunschweig 1910, OCLC 462814873.
- Lichtbiologie und Lichtpathologie. Praktische Ergebnisse auf dem Gebiet der Haut- und Geschlechtskrankheiten. Bergmannm, Wiesbaden 1912, OCLC 15723179.
- Biologie der gesunden und kranken Haut. Vogel, Leipzig 1916.
- Biologische Vortragen der experimentellen Tuberkuloseforschung vom dermatologischen Standpunkt aus. Barth, Leipzig 1922.
- Die wissenschaftlichen Grundlagen der Hautpflege. Repertorienverlag, Leipzig 1924.
- mit Rudolf Grashey, Hans Holfelder, Stephen Rothman, Elis Berven et al.: Irrtümer der Röntgendiagnostik. Thieme, Leipzig 1924, OCLC 729495324.
- mit Franz Mraček, Paul Mulzer: Atlas und Grundriss der Hautkrankheiten. 5. Auflage. Lehmanns, München 1924.
- Tuberkulose und Haut. Töpelmann, Gießen 1929.
- mit Lutz Bernhardt: Diätetische Behandlung der Hauttuberkulose und Ernährungsbiologie. Barth, Leipzig 1930.